# Sleepwalking
Sleepwalking é um filme de drama de 2008 dirigido por Wlliam Maher e estrelado por AnnaSophia Robb, Nick Stahl e Charlize Theron (que também produziu o filme), com roteiro original de Zac Stanford.
A história centra-se em torno da união de um homem de 30 anos, e sua sobrinha de 12 anos de idade, depois que ela é abandonada por sua mãe. Os dois, então, partem em uma viagem para a fazenda de seu pai, um lugar que ele e sua irmã nunca teve a intenção de voltar. 
As filmagens começaram em outubro de 2006, em Moose Jaw e Regina, Saskatchewan, Canadá, sob o título de trabalho de Ferris Wheel, com um cronograma de filmagem de 29 dias, muitas vezes sob temperaturas abaixo de zero. 
"Sleepwalking" estreou no Sundance Film Festival de 2008 em 22 de janeiro do mesmo ano.

## Elenco
| Ator / Atriz        | Personagem   |
| ------------------- | ------------ |
| AnnaSophia Robb     | Tara Reedy   |
| Nick Stahl          | James Reedy  |
| Charlize Theron     | Joleen Reedy |
| Woody Harrelson     | Randall      |
| Dennis Hopper       | Sr. Reedy    |
| Deborra-Lee Furness | Danni        |
| Mathew St. Patrick  | Detetive     |